# Jean Lambermont en Bonaventure Dawans
Jean Lambermont (prinsbisdom Luik, eind 17e eeuw – Ensival, 1726) en Bonaventure Dawans (prinsbisdom Luik, eind 17e eeuw – begin 18e eeuw) werden de kluizenaars van Ensival genoemd. Zij leefden teruggetrokken in het dorp Ensival, nabij Verviers in het prinsbisdom Luik.
De beide kluizenaars hielden zich bezig met het verzorgen van zieken in de vallei van de Vesder, begeleidden stervenden en begroeven de doden. Verder leefden zij een teruggetrokken bestaan. Lambermont was analfabeet in tegenstelling tot Dawans die nog koorzanger geweest was. Dawans schreef een theologisch boek waarin hij de ascese stimuleerde en weinig aandacht besteedde aan de sacramenten van de Roomse kerk. Dawans las elke avond voor uit zijn boek aan Lambermont. De pastoor van de parochie van Ensival, Beaudouin Spirlet, legde klacht neer bij de prins-bisschop van Luik. De kerkelijke rechtbank, onder leiding van Hinnisdael, vicaris-generaal, veroordeelde hen wegens smaad aan de Roomse kerk.
Ze werden verjaagd uit hun kluizenaarshutten. Toen de bevolking protesteerde tegen de klopjacht, en tegen de pastoor in het bijzonder, reageerde de geestelijkheid in Luik met een vlugschrift (1708). Priester Henricus Lambert beschreef erin waarom de beide kluizenaars verdacht werden van sympathie met de ketter Molinos. 
Van Dawans werd nadien niets meer gehoord; van zijn boek is geen spoor terug te vinden. Lambermont leefde nog tot hoge leeftijd in Ensival (1726).